# Ex ordinanza
La ex ordinanza è una specialità del tiro a segno nata nel 2006 in cui si utilizzano armi a retrocarica che siano state adottate dalle forze armate di almeno un paese fino al 1955. Le armi devono essere fedeli alla versione militare. Dal 2009 esistono tre distinte specialità: miremetalliche, sniper e semiautomatiche.
Oltre al campionato individuale, le sezioni del tiro a segno nazionale possono iscrivere una o più squadre per specialità al campionato a squadre.
Si sta valutano la nascita di un campionato riservato alle armi corte.
Le munizioni adottate possono essere ricaricate.

## Modalità di tiro
- Distanza: 100 m e 300 m (dal 2010)
- Colpi: 16, di cui si considerano i migliori 15
- Scatto: non inferiore a 1,500 g
- Tempo: 20'